# Marcella Resca
Marcella Resca (Bentivoglio, 17 gennaio 1992) è un'artista marziale italiana.

## Biografia
Inizia la pratica del ju jitsu nel 1999 presso la palestra di Castello d'Argile sotto la guida del maestro Natale Accorsi fino ad ottenere il grado di cintura nera 1º Dan nel 2006.
Prosegue il proprio percorso formativo con il maestro Michele Vallieri presso la palestra di Pieve di Cento, dove tuttora allena, ottenendo il 2º Dan nel 2009 e l'ultimo traguardo tecnico, la cintura nera 3º Dan, nel 2012.
Agonista di ottimo livello nelle gare interregionali intraprende la sua prima competizione a livello italiano ottenendo subito il bronzo nei Campionati Italiani Under 15 di Fighting System a La Spezia nel 2008.
Nel 2009 conquista un argento ai campionati italiani di Duo System AIJJ in coppia con Salah Eddine Ben Brahim che le permettono di essere convocata al raduno collegiale della nazionale azzurra under 21 in vista del campionato del Mondo Juniores ad Atene 2009.
Nel 2010, conquista un altro argento agli Italiani Duo System AIJJ non più con Ben Brahim ma con il nuovo compagno, Simone Sichera.
Dopo l'esperienza con Sichera e una piccola parentesi ai campionati Italiani di combattimento (ai quali sfiora il podio con un ottimo 5º posto) torna a formare il duo misto con Ben Brahim nel 2011 conquistando subito a febbraio il titolo italiano nel Duo Mix Juniores. A ottobre vince la prima medaglia internazionale: bronzo al German Open di Hanau, sempre nel duo mix junior. Questa medaglia, assieme al titolo tricolore e alle ottime performance ai 4 raduni collegiali, le varrà la convocazione come titolare nella selezione azzurra Juniores per i Campionati Mondiali Juniores di Belgio 2011 ai quali vincerà la medaglia di bronzo nel duo mix junior.
Nel 2012 bissa l'argento italiano in AIJJ (Sia nel mix che con la nuova coppia femminile formata con la compagna e amica Elissa Nocco), in più, a giugno vince i Campionati Italiani F.I.J.L.K.A.M. nel duo femminile, risultato che confermerà l'anno successivo vincendo il titolo tricolore ai campionati AIJJ
È stata titolare della nazionale azzurra juniores nella specialità duo system misto in coppia con Salah Eddine Ben Brahim nel 2011.